# Геттисбергская речь

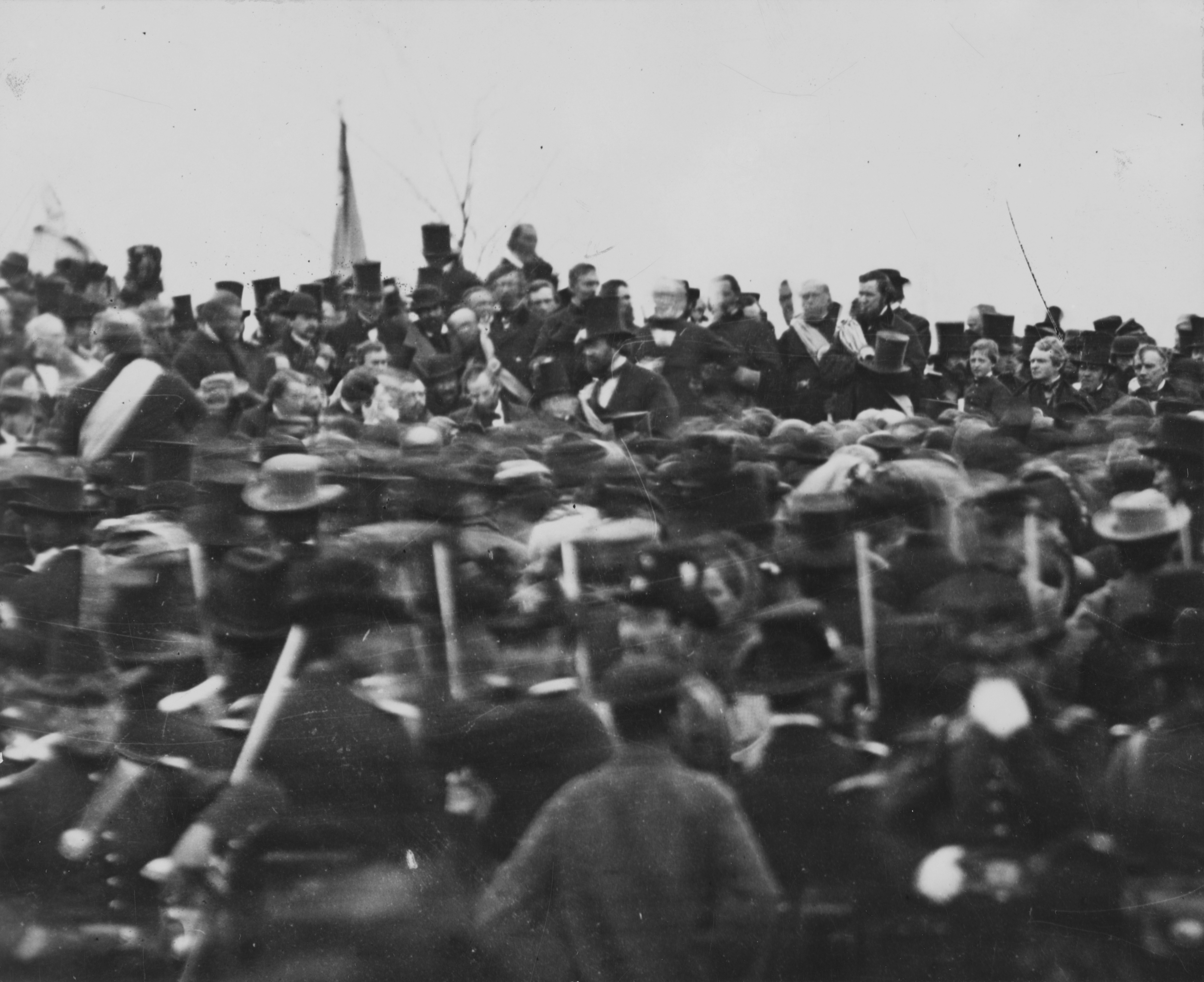
Авраам Линкольн в Геттисберге, за три часа до выступления. Справа от Линкольна его телохранитель, Уорд Хилл Лэмон (в высоком цилиндре)

Геттисбергская речь, или Геттисбергское послание Авраама Линкольна — одна из известнейших речей в истории Соединённых Штатов Америки. Президент произнёс её 19 ноября 1863 года при открытии Национального солдатского кладбища в Геттисберге, штат Пенсильвания. За четыре с половиной месяца до этого произошла решающая Битва при Геттисберге, закончившаяся победой армии Севера над конфедератами.
Тщательно составленное обращение, которое должно было стать лишь одним из пунктов программы того дня, вошло в историю страны как одна из самых великих речей, в которых бы затрагивались национально значимые темы. Выступление длилось чуть более двух минут и состояло из 272 слов. В нём президент обратился к принципам равенства, провозглашённым когда-то в Декларации независимости, а Гражданскую войну оценил по-новому: как борьбу за сохранение Соединённых Штатов, которое бы сопровождалось «возрождением свободы» («a new birth of freedom»), призванным даровать истинное равноправие всем гражданам и сохранить союз штатов как единое государство, в котором все граждане будут равны.
Полный текст Геттисбергской речи высечен на каменной плите, являющейся частью Мемориала Линкольну в Вашингтоне.

## Предыстория
17 октября 1863 года началось перезахоронение останков солдат армии Севера, павших в Битве при Геттисберге 1-3 июля 1863 г. Член Комиссии по освящению Национального кладбища в Геттисберге Дэвид Уилс (David Wills), пригласил президента Линкольна «как главнокомандующего произнести несколько подобающих случаю замечаний, чтобы официально предать эту землю её священному назначению». Кульминацией программы должна была стать торжественная речь Эдварда Эверетта, государственного деятеля, губернатора Массачусетса, президента Гарвардского университета, государственного секретаря и опытного оратора. Эверетт был чрезвычайно популярен как оратор; несмотря на то что зал, который выделили для одного из его выступлений, вмещал несколько тысяч человек, при входе образовалась толпа людей, которые не смогли попасть внутрь, но желали прорваться на выступление. Что же касается Линкольна, то выступление президента должно было стать дополнением к речи Эверетта.
По имеющимся сведениям, Эверетт был приглашён для выступления заранее, а намеченную дату церемонии пришлось отложить почти на месяц, чтобы дать ему возможность тщательно подготовить свою речь. Линкольн же получил приглашение всего за две недели до запланированного события. Это было связано с тем, что большинство членов Конгресса и кабинета отклонили приглашение приехать, поэтому организаторы мероприятия долго сомневались, стоит ли просить выступить президента. Линкольн согласился.
Короткое обращение Линкольна, длившееся не более двух минут, явило собой резкий контраст с двухчасовым монологом Эдварда Эверетта, облечённым в богатый исторический контекст, изобиловавшим аллюзиями и рассуждениями на тему войны.
Речь Эверетта соответствовала всем канонам классических выступлений того времени. Колумнист «Нью-Йорк Таймс» пишет, что Эверетт, всю свою жизнь тщательно изучавший античность, древнегреческую культуру и ораторское искусство, прекрасно умевший обращаться с греческими культурными образами, употребил все силы на подготовку своей речи. Речь не была для него первой, Эверетт часто выступал на церемониях подобного рода и видел в них, судя по всему, наилучшую возможность проявить себя как оратор, который способен поставить своё высказывание в широкий исторический и культурный контекст. В целях подготовки он вновь углубился в изучение наследия греков, беседовал с местными историками и военными специалистами, которые рассказывали ему о деталях сражения.

## Текст Геттисбергской речи
Через некоторое время после проведения мероприятия Эверетт написал Линкольну следующие строки: «Я буду рад, если смогу польстить себе мыслью, что за два часа мне удалось так близко подобраться к центральной идее этого события, как вам удалось это сделать за две минуты». Линкольн ответил, что рад слышать, что речь не стала «полным провалом».
Несмотря на значение, которое придаётся речи в истории США, в академической среде существуют различные мнения относительно точных формулировок. Текст речи существует в нескольких версиях. Кроме того, в стенограммах речи в газетных публикациях того дня также наблюдаются различия в построении фраз, структуре текста и пунктуации.
Текст речи существует в пяти вариантах, причём все они принадлежат руке Линкольна. По одному экземпляру Линкольн предоставил своим секретарям, Джону Николэю (John Nicolay) и Джону Хэю (John Hay). Другие варианты текста появились позже, после выступления. Один из них Линкольн отослал Эверетту, который пожелал включить обращение Линкольна в сборник вместе со своей речью. Позднее, по просьбе историка Джорджа Бэнкрофта, автора десятитомной «Истории Соединённых Штатов», пожелавшего включить автограф речи в свой труд, Линкольн отослал копию и ему. Поскольку текст оказался написан на лицевой и на обратной стороне, его было невозможно поместить на одной странице, поэтому Линкольну пришлось написать ещё один экземпляр речи, текст которого и считается официальным. Он известен как «копия Блисса» (the Bliss copy), по имени пасынка Бэнкрофта, которому был адресован. Тем не менее расхождения в газетных публикациях, способствуют сохранению неопределённости относительно письменного и устного оригиналов речи.
Now we are engaged in a great civil war, testing whether that nation, or any nation so conceived and so dedicated, can long endure. We are met on a great battle-field of that war. We have come to dedicate a portion of that field, as a final resting place for those who here gave their lives  that that nation might live. It is altogether fitting and proper that we should do this.

## Влияние на общество, культуру
Между тем как реакция современников была смешанной, со временем речь Линкольна стала важной составляющей американского самосознания. Акценты в речи расставлены таким образом, что победа той или иной стороны в войне приобретает меньшее значение, чем движение к общей цели. Призывая вспомнить, «как отцы наши основали на этом континенте новую нацию», Линкольн отсылает тем самым к некоему основополагающему элементу, который для всех американцев является незыблемым. У слушающего речь американца, очевидно, возникает конфликт между этим основополагающим элементом, определяющим его принадлежность к нации, и тем, за что борется каждая сторона. Как отмечает Р. Гэмбл, «в 1863 году выражение „быть нацией“ имело совсем иной смысл по сравнению с эпохой Французской революции. Теперь термин „нация“ обозначал организованный „народ“, единый по своей сути и возникший в результате действия сил Провидения ради выполнения уникальной миссии».
Текст Геттисбергской речи высечен на плите, являющейся частью Мемориала Линкольну в Вашингтоне. Фразы из речи часто используются в популярной культуре, а также в других текстах. «Геттисбергской речью XX века» называет самую известную речь Мартина Лютера Кинга «У меня есть мечта» Стерлингский профессор Дэвид Блайт.

## Реакция
Реакция современников на речь Линкольна не была однозначной. Газета демократической направленности Chicago Times писала: «Каждый американец должен ощущать жжение стыда за такие глупые, поверхностные и мутные высказывания, изрекаемые человеком, которого образованным иностранцам представляют как президента Соединённых Штатов». Среди иностранных газет также были те, кто выступил с критикой. Так, лондонская The Times писала: «Благодаря несуразным репликам этого жалкого президента Линкольна церемония в Геттисберге выглядела совершенно смешно». В то же время New York Times положительно отозвалась о речи и напечатала её полностью.
Свидетельства очевидцев также противоречивы. В напечатанных в 1931 г. мемуарах Сары Мейерс (Sarah A. Cooke Myers), присутствовашей на выступлении Линкольна 19-летней девушкой, записано: «Я стояла недалеко от президента и слышала всю речь, но она показалась короткой. Затем последовала поразительная тишина… Никто не апплодировал, когда он закончил говорить». Некоторые другие авторы также отмечают, что после выступления Линкольна воцарилась тишина, что можно истолковать по-разному: это могло быть как проявлением недоумения, вызванного столь коротким обращением, так и свидетельством того, что публика была под глубоким впечатлением от произнесённых слов.

## Значение речи. Различные точки зрения
Многие комментаторы отмечают, что произведённым эффектом речь Линкольна не в последнюю очередь обязана своей краткости, лаконичности. В то же время, если учитывать тот факт, что публике того времени были более привычны длинные, насыщенные выступления, вроде того, что произнёс Эверетт, то эффект от выступления Линкольна должен был скорее озадачить публику. По свидетельствам Бенджамина Френча, который вёл дневниковые записи для Эверетта, «вся эта огромная толпа застыла в тишине, слушая мистера Эверетта, у многих во время его превосходного выступления по щекам текли слёзы». Таким образом, выступление Эверетта, очевидно, было не менее достойно внимания и не уступало речи Линкольна по впечатлению, производимому на публику. Тем не менее, речь президента приобрела большую известность и стала важной составляющей американского национального самосознания. Вероятно, речь идёт о сочетании нескольких факторов: краткости и одновременно высокой смысловой нагрузки речи, апелляции к высоким идеалам; не исключено также, что после двухчасового выступления Эверетта публика настолько устала, что краткое воодушевляющее обращение Линкольна было принято ей вдвойне одобрительно. Кроме того, благодаря небольшому размеру речь Линкольна легко можно было передать по телеграфу, любая газета могла позволить себе напечатать её полностью. Это, в свою очередь, способствовало её распространению среди широких масс.

### Речь Линкольна как элемент гражданской религии
Речь Линкольна состоит из крупных обобщений, заключающих в себе мета-идеи свободы, равенства и т. д. В ней отсутствуют упоминания конкретных деталей, таких, как место битвы, имена павших и т. д. Таким образом, это делает её существование возможным вне конкретно-исторического контекста. Автор статьи в журнале «The American Conservative» Ричард Гэмбл пишет, что такую речь «можно было произнести в условиях практически любой битвы любой войны за „свободу“ в XIX веке и позднее. Возможно, именно эти пустые места речи Линкольна объясняют её долгую жизнь и практическую ценность за пределами 1863 года — и даже за пределами американских границ».
В статье далее развивается мысль, что речь Линкольна апеллирует к тем идеям, которые стали частью американской «гражданской религии», именно поэтому она не стёрлась из памяти: «В это пустое судно Линкольн поместил самые мощные идеи XIX века — идеи национализма, демократизма и романтического идеализма. В совокупности эти идеи неотделимы от современного американского самопонимания. Они стали частью нашей гражданской религии и того, что мы должны называть нашей „гражданской историей“ и „гражданской философией“ — то есть религии, истории и философии, которые мы исповедуем не ради них самим и не ради правды, но которые мы используем в качестве инструментов управления, чтобы рассказывать поучительные истории о народе, о его идентичности и миссии».
Другим объяснением, по которой речь Линкольна стала столь значимой для американской культуры, могут быть присутствующие в ней отсылки к библейскому контексту. Литературовед М. Брэдфорд (M.E. Bradford) в 1970-х годах проанализировал Геттисбергскую речь и заключил, что «библейский язык» Геттисбергской речи является её «самым главным формальным свойством». "В своей речи Линкольн позаимствовал архаичные слова и ритм библейских текстов, начав её со слов о «восьми десятках», перекликающихся со строками одного из псалмов Давида о количестве лет, отведенных человеку на Земле. Далее он вспомнил о том, как отцы «породили» (brought forth) новую нацию, и эти его слова перекликаются со строками о рождении Иисуса Марией — это первая ступень того, что далее превращается в повторяющийся образ зачатия, рождения, жизни, смерти и нового рождения, кульминацией которого является обещание вечной жизни в словах «да не погибнет» (Евангелие от Иоанна 3:16: «дабы всякий верующий в Него, не погиб, но имел жизнь вечную»). Так, можно сказать, что религиозные мотивы и образы используются как элемент гражданской религии.
Социолог Роберт Белла (Robert Bellah) заявил, что Гражданская война и речь Линкольна подарили Америке за гражданскую веру «новый завет»: «Геттисбергский символизм („для тех, кто отдал свою жизнь во имя того, чтобы наша нация смогла выжить“), по сути, является христианским, но при этом он не имеет никакого отношения к христианской церкви».
Как полагает автор статьи, главная сила речи Линкольна заключалась в том, что он предложил американцам некую пропозицию, основную посылку, руководствуясь которой нация становится «телеократической» (термин Майкла Оукшотта (Michael Oakeshott)), то есть её существование подчинено следованию некой идее, иначе говоря — миссии, в противовес «номократической» нации, чьё существование направляется исполнением закона.
Можно полагать, что нынешняя интерпретация американцами Декларации независимости, Конституции, значения Войны за независимость и Гражданской войны как последовательных этапов на пути движения к свободе и демократии были заложены именно в Геттисбергской речи Линкольна.